# Osso longo
Os ossos longos são aqueles mais longos do que largos. Eles são um dos cinco tipos de ossos: longos, curtos, achatados, irregulares e sesamoides. Os ossos longos, principalmente o fêmur e a tíbia, são submetidos à maior parte da carga durante as atividades diárias e são fundamentais para a mobilidade esquelética. Eles crescem principalmente por alongamento da diáfise, com uma epífise em cada extremidade do osso em crescimento. As extremidades das epífises são cobertas por cartilagem hialina ("cartilagem articular"). O crescimento longitudinal dos ossos longos é resultado da ossificação endocondral na placa epifisária. O crescimento ósseo em comprimento é estimulado pela produção do hormônio do crescimento (GH), uma secreção do lobo anterior da glândula pituitária.
A categoria de ossos longos inclui os fêmures, tíbias e fíbulas das pernas; o úmero, rádio e ulna dos braços; metacarpos e metatarsos das mãos e pés, as falanges dos dedos das mãos e dos pés e as clavículas. Os ossos longos da perna humana compreendem quase metade da altura adulta. O outro componente esquelético primário da altura são as vértebras e o crânio.
A parte externa do osso consiste em uma camada de tecido conjuntivo chamada periósteo. Além disso, a casca externa do osso longo é um osso compacto, depois uma camada mais profunda de osso esponjoso que contém na cavidade medular a medula óssea.

## Estruturas

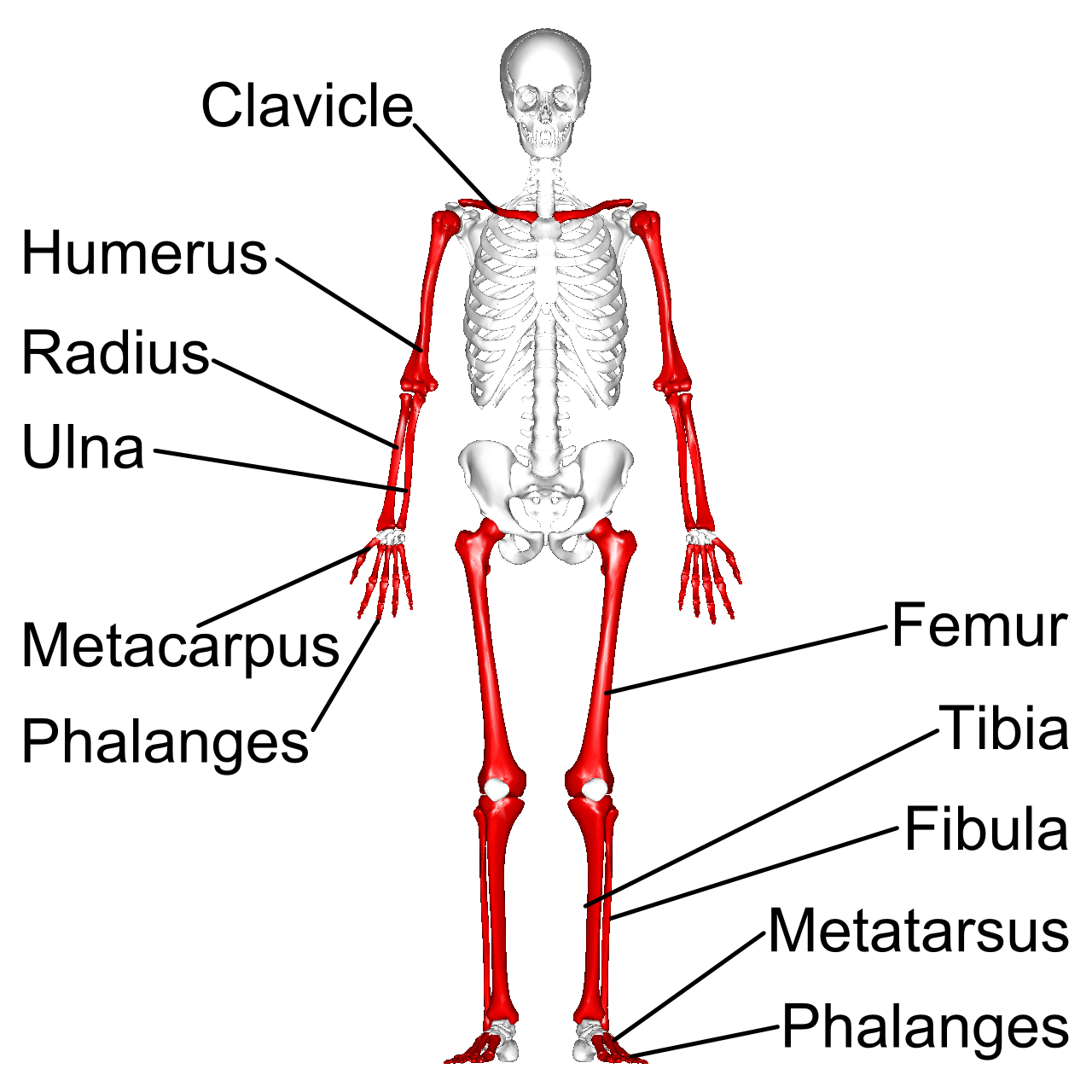
Exemplos de ossos longos: clavícula, úmero, rádio, ulna, metacarpo, falanges, fêmur, tíbia, fíbula e metatarsos.

A casca externa do osso longo é feita de osso cortical, também conhecido como osso compacto. É coberto por uma membrana de tecido conjuntivo chamada periósteo. Abaixo da camada de osso cortical há uma camada de osso esponjoso. No seu interior encontra-se a cavidade medular que possui um núcleo interno de medula óssea, contém nutrientes e auxiliam na formação das células, sendo a medula amarela no adulto e a vermelha na criança.

## Significado clínico
Existem dois distúrbios congênitos dos ossos longos. Em um distúrbio conhecido como "rachitis fetalis anularis", as extremidades dos ossos longos (epífises) são aumentadas. Outro distúrbio é conhecido como "rachitis fetalis micromelica", no qual há uma deficiência no crescimento (como falta) dos ossos.